# Ammelhof
Ammelhof ist ein Gemeindeteil des Marktes Hohenfels im Landkreis Neumarkt in der Oberpfalz in Bayern.

## Geographische Lage
Die Einöde liegt im Oberpfälzer Jura der Fränkischen Alb ca. 430 m ü. NHN ca. 500 m südlich des Tales des Forellenbaches, der in östlicher Richtung der Vils zufließt.
Von der Staatsstraße 2234 im Tal des Forellenbaches führt eine Gemeindeverbindungsstraße in südwestlicher Richtung zum Ammelhof  und weiter über Ammelacker und nach Kleinmittersdorf, wo eine Gemeindeverbindungsstraße zur Kreisstraße NM 32 abzweigt. An dieser liegt der frühere Gemeindesitz Markstetten.

## Geschichte
In einem Zinsbuch für die bayerische Herrschaft Hohenfels von 1400/10 erscheint der Ort „Amernuelt“, wobei nicht geklärt ist, ob damit Ammelhof oder Ammelacker gemeint ist. Im Steuerbuch von 1766 des Amtes Hohenfels findet man Ammelhof zusammen mit Ammelacker unter Lauf und im Besitz des Hammerbesitzers Adam von Geyr.
Im Königreich Bayern wurde um 1810 der Steuerdistrikt Markstetten gebildet und 1811 zum Landgericht Parsberg gegeben. Zu diesem gehörten die drei Dörfer Markstetten, Effenricht und Haasla, der Weiler Kleinmittersdorf und die Einöden Ammelacker, Ammelhof, Höfla, Friesmühle, Baumühle, Lauf, Schönheim und Unterwahrberg. Mit dem zweiten bayerischen Gemeindeedikt von 1818 wurde daraus eine Ruralgemeinde. In ihr verblieb der Ammelhof  bis zur Gebietsreform in Bayern, als die Gemeinde Markstetten zum 1. Mai 1978 in den Markt Hohenfels und damit in den Landkreis Neumarkt i. d. Opf. eingemeindet wurde. Seitdem ist Ammelhof ein Gemeindeteil von Hohenfels. 
Ammelhof umfasste
- 1838: 8 Einwohner, 1 Haus[5]
- 1861: 11 Einwohner, 3 Gebäude[6]
- 1871: 13 Einwohner, 4 Gebäude; Großviehbestand 1873: 17 Stück Rindvieh[7]
- 1900: 7 Einwohner, 1 Wohngebäude[8]
- 1925: 10 Einwohner, 1 Wohngebäude[9]
- 1950: 5 Einwohner, 1 Wohngebäude[10]
- 1987: 2 Einwohner, 1 Wohngebäude, 2 Wohnungen[1]

## Baudenkmäler

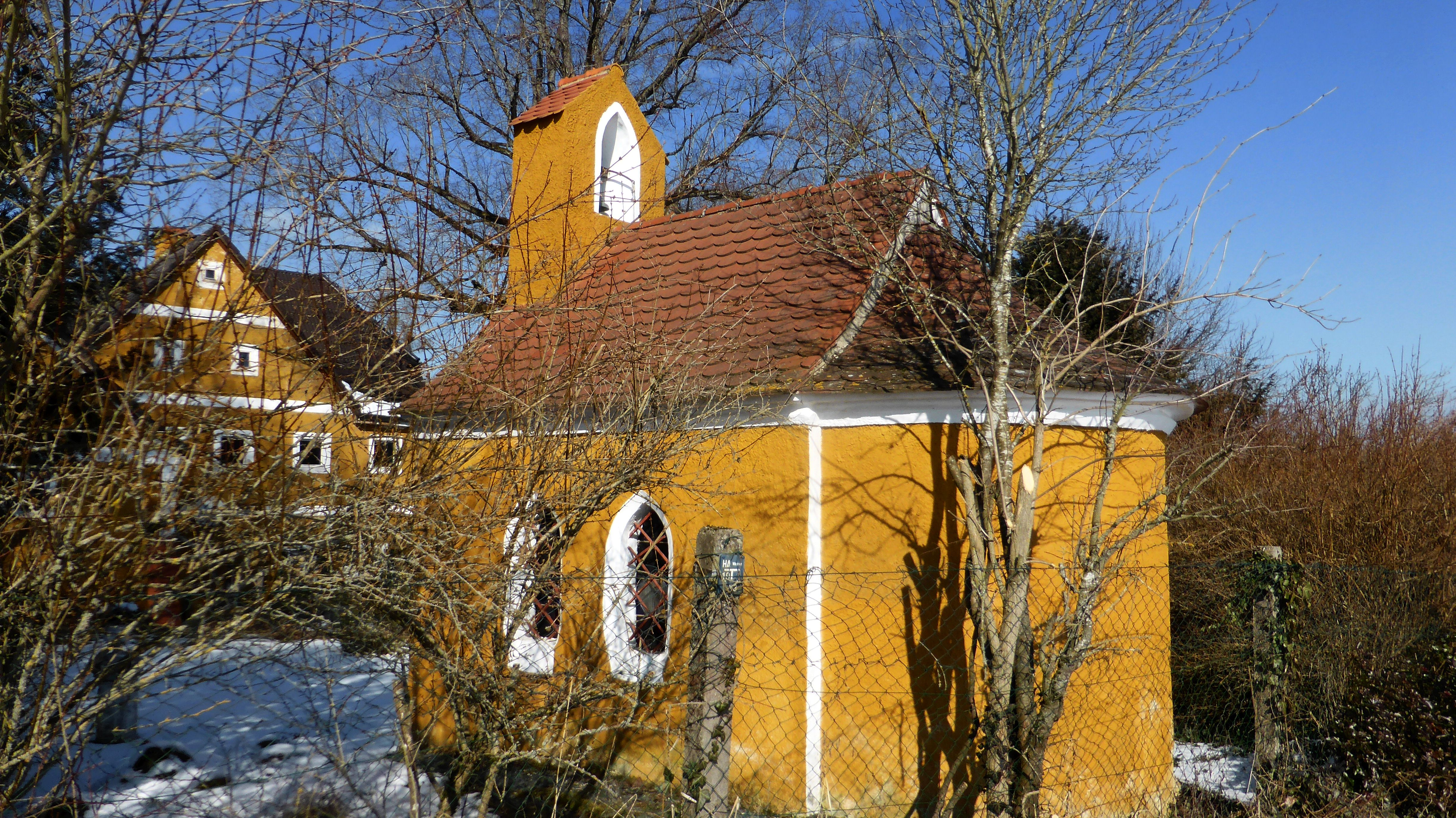
Die Hofkapelle

Das Wohnhaus und die Hofkapelle aus der Mitte des 19. Jahrhunderts sind Baudenkmäler.

## Kirchliche Verhältnisse
Die Ansiedelung gehörte seit altersher zur katholischen Pfarrei St. Ulrich in Hohenfels im Bistum Regensburg, die unter dem pfalz-neuburgischen Kurfürsten Ottheinrich vorübergehend (bis 1625) lutherisch war. Die Kinder gingen im 19./20. Jahrhundert 2,5 km weit zur katholischen Schule in Dinau. 